# Miguel Mariano Gómez
Miguel Mariano Gómez y Arias (Sancti Spíritus, 6 de octubre de 1889 - La Habana, 26 de octubre de 1950) fue un político cubano, presidente de Cuba durante siete meses de mayo a diciembre de 1936, al ser depuesto por el Congreso de Cuba. Es el único presidente cubano en ser destituido de su cargo. Era hijo del también presidente José Miguel Gómez.

## Orígenes y primeros años
Nació en Sancti Spíritus el 6 de octubre de 1889. Hijo del mayor general del Ejército Libertador cubano, y también presidente, José Miguel Gómez y su esposa América Arias. Siendo niño, su padre participó en la Guerra Necesaria (1895-1898) por la independencia de Cuba.
Una vez establecida la República cubana, el padre de Miguel Mariano se convirtió en el principal caudillo político del Partido Liberal de Cuba. Ya adulto, Miguel Mariano estudió Derecho y comenzó a dedicarse también a la política, dentro del partido de su padre, siendo primeramente electo representante a la Cámara, en donde se destacó por su honradez. Participó junto a su padre y otros en la fallida Guerra de La Chambelona para derrocar al presidente Mario García Menocal, fue apresado a principios de marzo de 1917 y cumplió un año de cárcel, primero en el Castillo del Príncipe en La Habana, y desde el 24 de septiembre de 1917 en prisión domiciliaria en la Finca América, propiedad de su familia en esa ciudad. Fue liberado por la Amnistía del 18 de marzo de 1918 promulgada por Menocal.

## Carrera política
En 1926 fue elegido alcalde de La Habana, hizo oposición a la dictadura del general Gerardo Machado hasta que tuvo que partir al exilio en Nueva York. Regresó a Cuba en 1933 después de la caída de Machado y tres años después, en 1936, fue elegido presidente de la República, cargo en el que duró apenas siete meses, tras lo cual fue destituido.
Miguel Mariano Gómez fue el primer presidente de la República electo por el voto popular, después del fin del gobierno dictatorial de Gerardo Machado el 12 de agosto de 1933 y tras los gobiernos provisionales de Carlos Manuel de Céspedes y Quesada (1933), Pentarquía (1933), Ramón Grau San Martín (1933-1934), Carlos Hevia (1934), Manuel Márquez Sterling (1934), Carlos Mendieta (1934-1935), y José A. Barnet (1935-1936).

## Gobierno
Con el prestigio ganado durante su administración como alcalde de La Habana, en donde realizó importantes obras como fueron el "Hospital de Maternidad", el "Hospital Infantil", y la "Escuela José Miguel Gómez", entre otras, inició su gobierno con la publicación de un vasto programa, el cual abarcaba una multitud de medidas de carácter económico, social, cultural y político. 
No obstante el extenso programa de mejoras de su gobierno, no logró contar con un fuerte apoyo de la opinión pública y tuvo desde casi el primer momento una fuerte oposición política, sin que pudiese contar en el Congreso con una mayoría que le permitiese realizar su programa, situación que se agravó al perder el apoyo de una parte de los elementos políticos que habían contribuido a su elección.

## Destitución y vida política posterior
Formándose una fuerte oposición dentro del Congreso, se formularon contra él acusaciones de carácter político, de interferir con las facultades del poder legislativo, a virtud de lo cual el Congreso acordó su destitución el 24 de diciembre de 1936, siendo sucedido por su vicepresidente Federico Laredo Brú.
Tras su destitución, perdió casi toda su importancia dentro de la política nacional cubana. Viajó a Estados Unidos y en 1939 regresó a Cuba, y fue elegido miembro de la Asamblea Constituyente de 1940, pero renunció. En 1940 se postuló a la alcaldía de La Habana pero perdió ante Raúl Menocal, hijo del antiguo rival de su padre.
En 1951, después de su fallecimiento, fue aprobada una ley por el Congreso cubano, durante el gobierno de Carlos Prío Socarrás, que rehabilitó a Miguel Mariano, y anuló su destitución de 1936 como presidente, por injusta.

## Familia, enfermedad y muerte
Se casó con Serafina Diago y Cárdenas y tuvo tres hijas: Serafina, Graziella, y Margarita Gómez y Diago. Retirado de la vida pública y aquejado de una grave enfermedad con síntomas neurológicos, cuya causa no pudo ser determinada ni en Cuba ni en Estados Unidos, Miguel Mariano Gómez Arias falleció en La Habana, el 26 de octubre de 1950, con sesenta y un años de edad.